# Przemek Pro
Przemek Pro, właśc. Przemysław Lejowski (ur. 21 sierpnia 1997 w Ustrzykach Dolnych) – polski influencer, youtuber, fotograf, operator kamery i piosenkarz.

## Życiorys
Pochodzi z Ustrzyk Dolnych, urodził się 21 sierpnia 1997 roku. Przemek utworzył swój kanał na YouTube 10 lipca 2022, gdzie do 2 lutego 2024 zdobył 526 tys. subskrybentów oraz 64,6 mln. wyświetleń.
W 2023 roku wraz z Qrym i Bartkiem Kubickim utworzyli zespół Trzech Króli oraz wydali debiutancki album 5 maja 2023 roku, pt. „Afryka”.

## Dyskografia

### Single
Jako główny wykonawca
| Rok                                                      | Tytuł                                  | Certyfikat              | Sprzedaż       | Album |
| -------------------------------------------------------- | -------------------------------------- | ----------------------- | -------------- | ----- |
| 2022                                                     | „VANILLA” (oraz Friz)                  | - ZPAV: platynowa płyta | - POL: 50 000+ | –     |
| 2022                                                     | „VANILLA (Remix)” (oraz Friz i Żabson) |                         |                | –     |
| 2024                                                     | „Skuter 2” (oraz Sidney Polak)         |                         |                | –     |
| „–” oznacza, że singel nie był notowany na danej liście. |                                        |                         |                |       |

Jako wykonawca gościnny
| Rok  | Tytuł                                                | Album  |
| ---- | ---------------------------------------------------- | ------ |
| 2024 | „Lewy pas” (Genzie, gośc. Przemek Pro)               | Online |
| 2025 | „Gazzz” (Genzie, gośc. Przemek Pro, Michu Kontrabas) | –      |

### Single promocyjne
| Rok  | Tytuł                                                                            |
| ---- | -------------------------------------------------------------------------------- |
| 2025 | „Noc jest dla nas” (Julia Żugaj, Bartek Kubicki, Julita Różalska, Asia Marcinik) |

### Teledyski
| Tytuł                                                                    | Rok                   | Inni artyści                                                | Reżyseria               | Źr.                   |
| Jako główny wykonawca                                                    | Jako główny wykonawca | Jako główny wykonawca                                       | Jako główny wykonawca   | Jako główny wykonawca |
| ------------------------------------------------------------------------ | --------------------- | ----------------------------------------------------------- | ----------------------- | --------------------- |
| „Vanilla”                                                                | 2022                  | Friz                                                        | Filip Krupa, Olek Jarek | [ 12 ]                |
| „Vanilla (Remix)” – wizualizacja                                         | 2022                  | Friz, Żabson                                                | DIRECT by Ekipa         | [ 13 ]                |
| „Skuter 2”                                                               | 2024                  | Sidney Polak                                                | DIRECT by Ekipa         | [ 14 ]                |
| „Noc jest dla nas”                                                       | 2025                  | Julia Żugaj, Bartek Kubicki, Julita Różalska, Asia Marcinik | DIRECT by Ekipa         | [ 15 ]                |
| „Gazzz”                                                                  | 2025                  | Genzie, Michu Kontrabas                                     | Błażej Jankowiak        | [ 16 ]                |
| Jako wykonawca zespołu Trzech Króli                                      |                       |                                                             |                         |                       |
| Zobacz więcej w artykule Dyskografia Trzech Króli , w sekcji Teledyski . |                       |                                                             |                         |                       |
| „–” oznacza, że nie ma innego artysty lub informacja jest nieznana.      |                       |                                                             |                         |                       |

## Filmografia

### Filmy
- 2025: 100 dni do matury[17][18]

### Programy telewizyjne
- 2023: Twoje 5 minut[19]
- 2024: Mafia w prawdziwym życiu[20]